# 1539 Borrelly
Az 1539 Borrelly (ideiglenes jelöléssel 1940 UB) a Naprendszer kisbolygóövében található aszteroida. André Patry fedezte fel 1940. október 29-én, Nizzában.